# Barra panhard
Uma barra Panhard é um elo de suspensão que dá a localização lateral do eixo. Foi concebido pela empresa automobilística francesa Panhard no início do século XX, e tem sido bastante usada desde então.

## Explicação
O propósito de uma suspensão automóvel é deixar as rodas moverem-se verticalmente relativamente à carroçaria, mas é indesejável deixá-las mover para a frente e para trás (longitudinalmente) ou para os lados (lateralmente). A barra Panhard restringe o movimento lateral. Esta é diferente de uma barra de tracção, que controla o invólucro do eixo e a carga da suspensão. A barra de faixa ou a barra Panhard é um dispositivo simples, que consiste numa barra rígida que se move lateralmente no mesmo plano do eixo, ligando uma extremidade do mesmo à carroçaria ou ao chassis do lado oposto da viatura. A barra junta uma extremidade com os pivots que o deixam girar apenas para cima e para baixo, por isso o eixo pode mexer-se só na vertical. Uma barra de Panhardt é capaz de alterar ou compensar o cáster do eixo em relação ao veículo, ao qual também deve ser alterada em casos de lift. Uma barra de tamanho incorreto pode causar avanço inadequado de cambagem. Na prática, não coloca o eixo colocado na longitudinal, pelo que é normalmente usada juntamente a braços de suspensão que estabilizam o eixo na direcção longitudinal. Esta combinação não costuma ser usada com uma suspensão de lâminas, onde as molas dão rigidez lateral suficiente, mas apenas com suspensão de molas helicoidais.

## Prós e contras

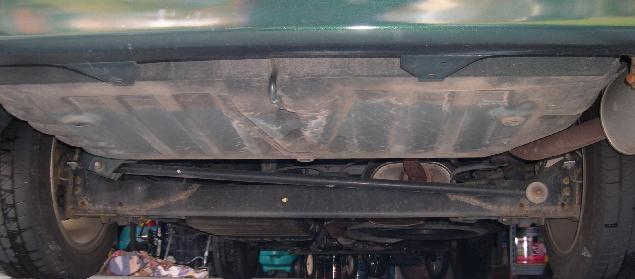
Eixo sólido e barra Panhard num Mazda MPV de 2002.

A vantagem de uma barra Panhard é a sua simplicidade, jogando em seu desfavor o facto do eixo dever estar necessariamente em forma de arco relativamente à carroçaria; o seu rácio deve ser igual ao comprimento da barra Panhard. Se a barra for demasiado curta, permite movimento lateral excessivo entre o eixo e a carroçaria nas extremidades da trave da mola. Por conseguinte, a barra Panhard é menos desejável em carros pequenos do que nos maiores. Um desenho da suspensão que é semelhante mas reduz significativamente o componente lateral da trave vertical do eixo é a ligação Watt.